# Ханс Егеде
Ханс Поулсен Егеде (на норвежки: Hans Poulsen Egede) е норвежки мисионер и полярен изследовател.

## Биография

### Произход и младежки години (1686 – 1722)
Роден е на 11 януари 1686 година в Хаща, Северна Норвегия. До 18-годишна възраст е възпитаван от чичо си, свещеник в местната Лутеранска църква, след което заминава за Копенхаген и завършва Копенхагенския университет с бакалавърска степен по теология. През 1707 се завръща в Норвегия и е ръкоположен за епископ на Лофотенските о-ви. Там Егеде научава за бившата колонизация на Гренландия и през май 1721 иска разрешение от датския крал Фредерик IV (по това време Норвегия е част от Дания) за основаване на протестантска мисия в Гренландия, като се предполага, че там все още има християнски общности, останали от първите заселници през Х и XI век.

### Изследователска дейност (1722 – 1723)
На 12 май 1722 г., Егеде напуска Норвегия заедно със семейството си и на 3 юли пристига в Гренландия. През 1722 – 1723 изследва югозападното крайбрежие на Гренландия и на 64º 10` с.ш. основава град Готхоб, който много по-късно (1922) ще се превърне в главен град на острова. През август 1723 изследва около 500 км от брега на Гренландия на югоизток от Готхоб до 60º с.ш. (остров Нанорталик).

### Мисионерска дейност в Гренландия (1723 – 1736)
При пристигането си Егеде установява, че няма никакви християнски общности на острова и започва своята активна мисионерска дейност сред местните ескимоси – инуитите. Повече от 13 години Егеде проповядва християнството сред ескимосите, кръщава новородени, сключва бракове, погребва покойници, лекува болни. Превежда молитвите по такъв начин, че да съответстват на ескимоския бит и култура. По този начин Егеде се превръща в светец за гренландските ескимоси и в негова чест са кръстени планина и селище в Гренландия, а в центъра на Готхоб има негов паметник.

### Следващи години (1736 – 1758)
През 1736 Егеде се завръща в Дания и става директор на Семинария, обучаваща на ескимоски език мисионери, заминаващи за Гренландия. През 1737 съставя, а през 1739 публикува карта на Южна Гренландия между 60° и 67° с.ш., придружена с книгата „Естествена история на Гренландия“ (публикувана през 1741), където дава първото описание на южната част на острова и бита на ескимосите, базиращи се на достоверни многогодишни впечатления и наблюдения. През 1741 е обявен за епископ на Гренландия.
Умира на 5 ноември 1758 година на о-в Фалстер, Дания, на 72-годишна възраст.

## Памет
Една година след неговата смърт синът му Нилс Егеде основава селище на западното крайбрежие на Гренландия, което назовава на името на баща си – Егедесминде, което през 1763 г. е пренесено на 125 км на север, на 68°43′ с. ш. 52°52′ и. д. / 68.716667° с. ш. 52.866667° и. д., а по-късно е преименувано на Аасиат.